# Bacalaureatul românesc

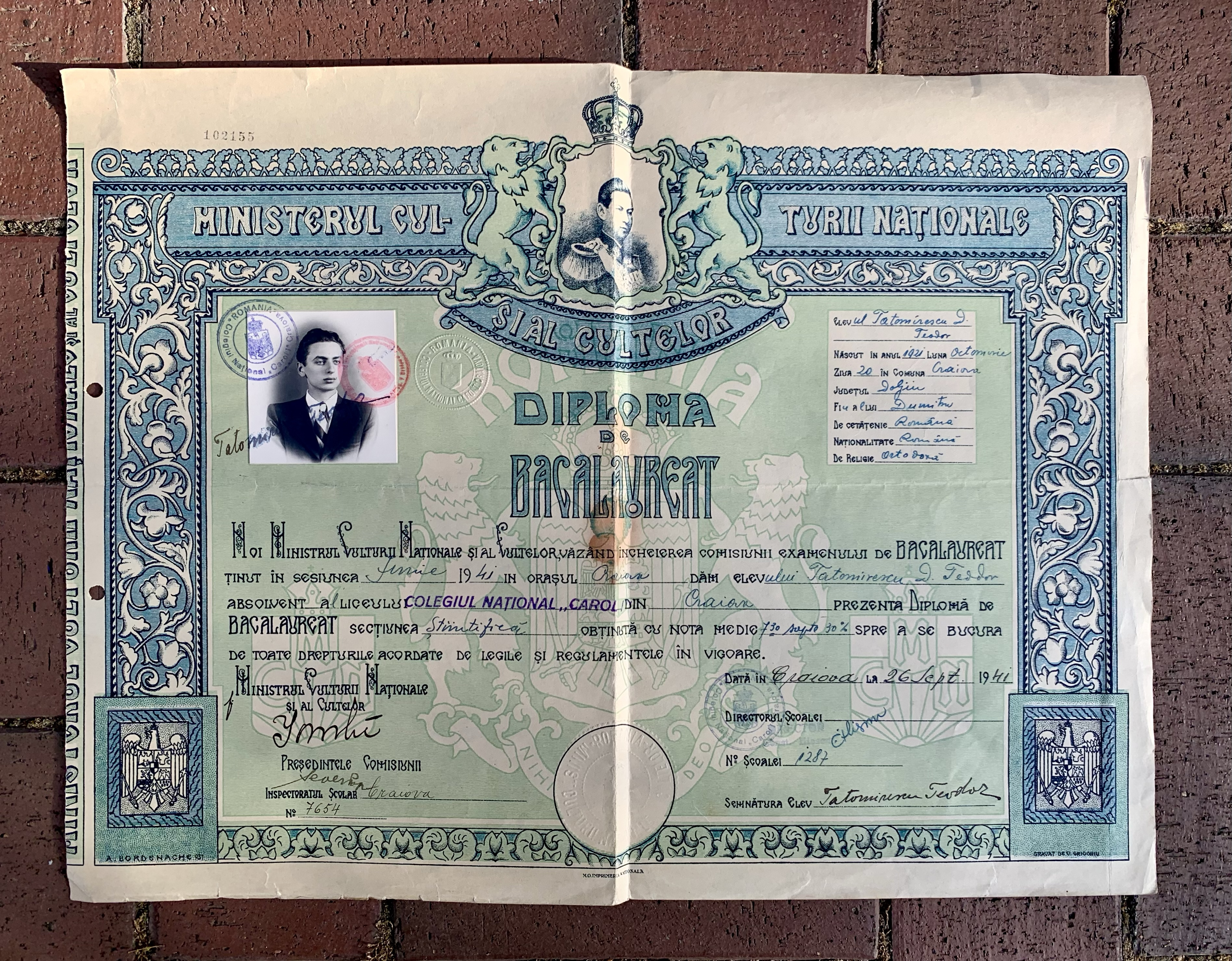
Diplomă de bac neoromânească din 1931 a lui Tatomirescu D. Teodor, absolvent al Colegiul Național Carol I din Craiova

Bacalaureatul (sau pe scurt „bacul”) este un examen susținut în România și Republica Moldova de un elev atunci când acesta termină liceul, adică ciclul de învățământ secundar.

## România
Spre deosebire de bacalaureatul francez, cel românesc are o singură diplomă. Materiile (cu excepția subiectului A) depind de profilul studiat: real (cu specializările „matematică și informatică” și „științe ale naturii”), uman („filologie” și „științe sociale”), tehnologic („tehnic” și „servicii”), vocațional („pedagogic”, „militar” ș.a.), dar și de alegerea candidatului. 
Examenul acoperă întregul curriculum al liceului, iar scara de notare este de la 1 la 10. Pentru a trece, elevii trebuie să obțină cel puțin 5.00 la fiecare materie, cu o medie a examenelor minimă de 6.00. 
Deși un elev poate avea media 5.00 în fiecare an de liceu la o anumită materie, acesta poate obține 1.00, precum și 10.00 la examenul național de bacalaureat la această materie. Notele obținute în liceu nu afectează sau interacționează în niciun fel cu nota scrisă în diploma de bacalaureat românesc. 
Pentru a evita discriminarea, nota finală scrisă în diploma de bacalaureat este obținută în egală măsură de fiecare elev, indiferent de diferența de intensitate a studiilor dintre școli și profiluri. Toți absolvenții din țară susțin în același timp examenul, fiind nevoiți să rezolve aceleași subiecte. Materiile variază de la profil la profil. 
De exemplu, în liceu, un elev pe profilul matematică-informatică va obține cu mai mare greutate o notă mare la examenul de matematică decât un elev de la științe sociale, deoarece dificultatea subiectelor variază. În plus, toate liceele sunt puse într-un clasament realizat de Ministerul Educației, astfel încât o notă mai mică obținută într-o școală de top nu înseamnă că un elev este mai puțin calificat decât altul care a obținut o notă mai mare într-o școală mai slabă.

## Republica Moldova
Bacalaureatul din Republica Moldova constă în patru examene. Elevii din școli cu altă limbă de predare decât limba română trebuie să susțină un examen suplimentar la limba și literatura maternă. 
Examenele au loc de obicei în iunie. Toate sunt scrise și fiecare este notat separat. 
| Profil  | Subiecte obligatorii        |
| ------- | --------------------------- |
| Științe | Română, engleză, matematică |
| Uman    | Română, engleză, istorie    |

De asemenea, elevii trebuie să aleagă încă o materie predată în școală.

## Materii
Bacalaureatul are până la 5 module, fiecare evaluat separat. Modulul E, examenul scris, este cel luat în calcul pentru admiterea în învățământul superior. 

### Examene pentru competențe
A, B și D sunt marcate cu: utilizator mediu, avansat sau experimentat. 
A: Limba română – evaluare orală.
B: Limba maternă – dacă este diferită de limba română și dacă este studiată; evaluare orală.
C: Limbă străină – evaluare orală și scrisă; clasificate pe scara CECRL, de la A1 la B2.
D: Competențe digitale.

### Examene scrise
Fiecare examen durează trei ore. 
E) a): Limba și literatura română.
E) b): Limba și literatura maternă – dacă este diferită de limba română și dacă este studiată.
E) c): Materie obligatorie (a profilului).
E) d): Materie la alegere (din cele ce sunt disponibile la profilul studiat).
| Filiera    | Profil    | Materie c) | Materii disponibile pentru d)                                  |
| ---------- | --------- | ---------- | -------------------------------------------------------------- |
| Teoretic   | Real      | Matematică | informatică, fizică, biologie sau chimie (organică/anorganică) |
| Teoretic   | Uman      | Istorie    | geografie, logică, psihologie, economie, sociologie, filozofie |
| Tehnologic | Tehnic    | Matematică | fizică, biologie sau chimie (organică/anorganică)              |
| Tehnologic | Servicii  | Matematică | geografie, logică, psihologie, economie, filozofie             |
| Vocațional | Pedagogic | Matematică | geografie, logică, psihologia generală                         |
| Vocațional | Militar   | Matematică | informatică, fizică, biologie sau chimie (organică/anorganică) |
| Vocațional | Altele    | Istorie    | geografie, logică, psihologie, economie, filozofie             |

## Istoricul subiectelor din examene

### Examenul lalimba și literatura română
În tabelul de mai jos se află cerințele din trecut de la subiectul III al examenului la limba și literatura română, pentru cele două profile de la filiera teoretică.  
În rezolvarea subiectului, candidaților le este cerut să prezinte particularitățile anumitor opere în cel puțin 400 de cuvinte; acest subiect reprezintă 30 de puncte din totalul de 100. 
| An   | Profil | Subiectul din simulare                                                                                           | Subiectul din sesiunea de vară | Subiectul din sesiunea de toamnă |
| ---- | ------ | --- | --- | --- |
| 2025 | Real   | Particularități ale unui roman psihologic sau al experienței studiat                                             | Particularități de construcție a unui personaj într-un text narativ studiat, aparținând lui Ion Creangă sau lui Ioan Slavici       | Particularitățile unui text dramatic studiat                                                                                         |
| 2025 | Uman   | Particularități de construcție a unui personaj dintr-un roman psihologic sau al experienței studiat              | Relația dintre două personaje într-un text narativ studiat, aparținând lui Ion Creangă sau lui Ioan Slavici                        | Particularități de construcție a unui personaj dintr-un text dramatic studiat                                                        |
| 2024 | Real   | Particularități ale unui text poetic studiat, aparținând lui Lucian Blaga                                        | Particularitățile unei nuvele studiate                                                                                             | Particularitățile unui text poetic studiat, aparținând lui Mihai Eminescu sau George Bacovia                                         |
| 2024 | Uman   | Particularități ale unui text poetic studiat, aparținând lui Ion Barbu                                           | Particularitățile de construcție ale unui personaj dintr-o nuvelă studiată                                                         | Particularitățile unui text poetic studiat, aparținând lui Tudor Arghezi sau Nichita Stănescu                                        |
| 2023 | Real   | Particularitățile de construcție ale unui personaj dintr-un basm cult („Povestea lui Harap-Alb”, de Ion Creangă) | Particularitățile unui text narativ studiat, aparținând lui Liviu Rebreanu sau Camil Petrescu                                      | Particularitățile unui text narativ studiat, aparținând lui Mihail Sadoveanu sau George Călinescu                                    |
| 2023 | Uman   | Relația dintre două personaje dintr-un basm cult („Povestea lui Harap-Alb”, de Ion Creangă)                      | Particularitățile de construcție ale unui personaj dintr-un text narativ studiat, aparținând lui Liviu Rebreanu sau Camil Petrescu | Particularitățile de construcție ale unui personaj dintr-un text narativ, aparținând lui Mihail Sadoveanu sau George Călinescu       |
| 2022 | Real   | Particularitățile unui text poetic studiat, aparținând lui Tudor Arghezi                                         | Particularitățile unei comedii studiate                                                                                            | Particularitățile unui text poetic studiat, aparținând lui Mihai Eminescu                                                            |
| 2022 | Uman   | Particularitățile unui text poetic studiat, aparținând lui Ion Barbu                                             | Particularitățile de construcție ale unui personaj dintr-o comedie studiată                                                        | Particularitățile unui text poetic studiat, aparținând lui Lucian Blaga                                                              |
| 2021 | Real   | Particularitățile unei nuvele studiate, aparținând lui Ioan Slavici                                              | Particularitățile unei nuvele studiate                                                                                             | Particularitățile de construcție ale unui personaj dintr-un text narativ, aparținând lui Ion Creangă sau Camil Petrescu              |
| 2021 | Uman   | Particularitățile de construcție ale unui personaj dintr-un text narativ studiat, aparținând lui Ioan Slavici    | Particularitățile de construcție ale unui personaj dintr-o nuvelă studiată                                                         | Relația dintre două personaje dintr-un text narativ studiat, aparținând lui Ion Creangă sau Camil Petrescu                           |
| 2020 | Real   | Particularitățile unei comedii studiate                                                                          | Particularitățile unei comedii studiate                                                                                            | Particularitățile unei nuvele studiate                                                                                               |
| 2020 | Uman   | Particularitățile de construcție ale unui personaj dintr-o comedie studiată                                      | Particularitățile de construcție ale unui personaj dintr-o comedie studiată                                                        | Particularitățile de construcție a unui personaj dintr-o nuvelă studiată                                                             |
| 2019 | Real   | Particularitățile de construcție ale unui personaj dintr-un roman interbelic                                     | Particularitățile unui text poetic studiat, aparținând lui George Bacovia sau Lucian Blaga                                         | Particularitățile unui text narativ studiat, aparținând lui Liviu Rebreanu sau George Călinescu                                      |
| 2019 | Uman   | Relația dintre două personaje dintr-un roman interbelic                                                          | Particularitățile unui text poetic studiat, aparținând lui Tudor Arghezi sau Ion Barbu                                             | Particularitățile de construcție ale unui personaj dintr-un text narativ studiat, aparținând lui Liviu Rebreanu sau George Călinescu |
| 2018 | Real   | Particularitățile unui roman interbelic studiat                                                                  | Particularitățile unui text poetic studiat, aparținând lui Mihai Eminescu sau Tudor Arghezi                                        | Particularitățile unui text poetic studiat, aparținând lui George Bacovia sau Lucian Blaga                                           |
| 2018 | Uman   | Particularitățile de construcție ale unui personaj dintr-un roman psihologic studiat                             | Particularitățile unui text poetic studiat, aparținând lui Ion Barbu sau Lucian Blaga                                              | Particularitățile unui text poetic studiat, aparținând lui Tudor Arghezi sau Nichita Stănescu                                        |

### Examenul lalimba și literatura maternă maghiară
În tabelul de mai jos se află cerințele din trecut de la subiectul III al examenului la limba și literatura maternă maghiară, pentru cele două profile de la filiera teoretică.
În rezolvarea subiectului, candidaților care au urmat studiile în limba maternă maghiară le este cerut să redacteze o compunere de aproximativ 2 pagini despre o operă literară studiată; acest subiect reprezintă 30 de puncte din totalul de 100.
| An   | Profil       | Subiectul din simulare                                                                                     | Subiectul din sesiunea de vară                                                                                  | Subiectul din sesiunea de toamnă                                                                                              |
| ---- | ------------ | --- | --- | --- |
| 2025 | Real și Uman | A szülő-gyerek viszony megjelenítése az epikában (Reprezentarea relațiilor părinte-copil în operele epice) | Emberi kapcsolatok ábrázolása az epikában (Reprezentarea relațiilor umane în operele epice)                     | |
| 2024 | Real și Uman | Az utazás toposza az irodalomban (Toposul călătoriilor în literatură)                                      | Történelmi hősök ábrázolása az irodalomban (Reprezentarea eroilor istorice în literatură)                       | A társadalmi elvárások hatása a jellemfejlődésre (Efectul așteptărilor sociale asupra dezvoltării caracterului)               |
| 2023 | Real și Uman | Családi viszonyok megjelenítése az epikában (Reprezentarea relațiilor de familie în operele epice)         | A bűnhődés lélektani ábrázolása az irodalmi alkotásokban (Reprezentarea psihologică a vinovăției în literatură) | A társadalmi felemelkedés korlátainak megjelenítése az epikában (Reprezentarea limitelor progresului social în operele epice) |
| 2022 | Real și Uman | A boldogságkeresés lehetőségei az irodalomban (Oportunitățile de a găsi fericirea în literatura maghiară)  | Bűn és bűnhődés motívuma (Motivul crimei și vinovăției)                                                         | A sorsát elfogadó/el nem fogadó ember típusa az irodalomban (Tipul omului care (nu) își acceptă soarta)                       |